# Мейергейм, Франц Эдуард
Франц Эдуард Мейергейм (нем. Franz Meyerheim; 10 октября 1838[…], Берлин — 5 апреля 1880, Марбург, Гессен) — немецкий художник, автор исторических (костюмных) жанровых сцен.

## Биография
Родился в 1838 году в Берлине в семье художника Фридриха Эдуарда Мейергейма (1808—1879), выходца из Данцига. Старший брат художника Пауля Фридрих Мейергейма (1842—1915).
Сперва учился живописи под руководством отца, затем — в Прусской академии художеств, куда поступил в 16-летнем возрасте в 1854 году. В 1858 году переехал из Берлина в Дюссельдорф и продолжил своё обучение в Дюссельдорфской академии. Впервые выставлял свои работы также в Дюссельдорфе.
Став самостоятельным живописцем, Мейергейм много путешествовал, посетив такие страны, как Бельгия, Италия и Швейцария. Помимо этого, посетил Тироль.
На протяжении нескольких лет являлся профессором анатомического рисунка в Прусской академии художеств, где когда-то учился сам. Однако в 1878 году был вынужден выйти в отставку по болезни и скончался в Марбурге, куда прибыл для лечения, два года спустя. 
Как художник, Франц Мейергейм запомнился в основном своими костюмными жанровыми сценами в исторических декорациях. Однако, он создавал и жанровые сцены на современном ему материале, как правило посвящённые сельским жителям тех стран и местностей, которые он посещал.

## Галерея
- Рассказ рыцаря, 1858
- Алтарник, 1874
- Любовное послание
- Урок музыки